# Goran Kajfeš

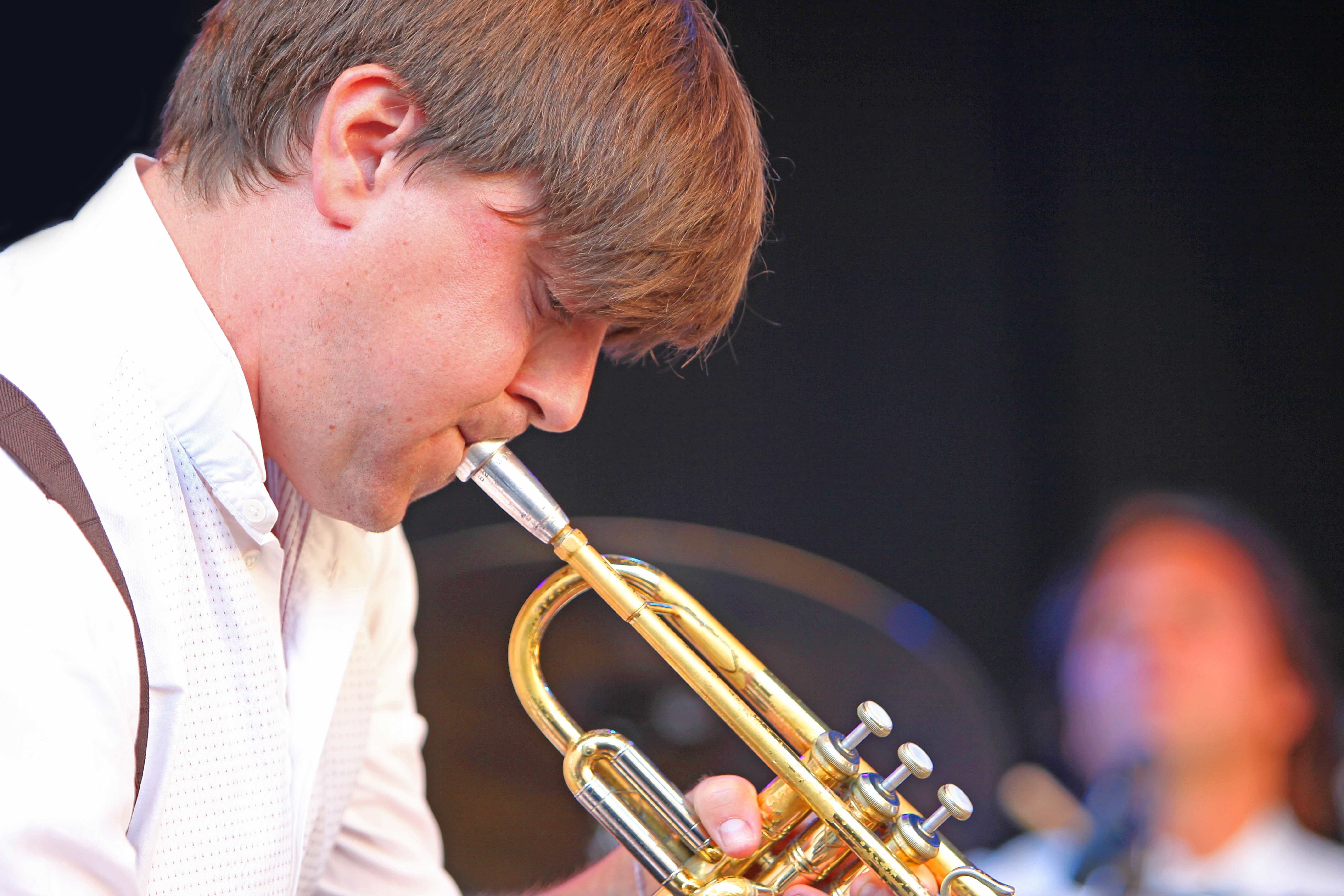
Goran Kajfeš (2009)

Goran Kajfeš (* 22. Juni 1970 in Tyresö) ist ein schwedischer Jazz- und Fusionmusiker (Trompete, Komposition).

## Leben und Wirken
Kajfeš ist der Sohn des aus Kroatien stammenden Pianisten und Komponisten Davor Kajfeš. Im Alter von zehn Jahren begann er, Trompete zu spielen, wobei er sich zunächst auf die klassische Musik konzentrierte und sich erst später für den Jazz entschied. Zwischen 1993 und 1995 studierte er am Rytmisk Musikkonservatorium in Kopenhagen.
Kajfeš hat mehrere Soloalben unter eigenen Namen aufgenommen. Das erste, Home, wurde bei Blue Note veröffentlicht. Das Album war sehr erfolgreich und wurde für einen schwedischen Grammis nominiert. Auf der mit diesem Projekt verbundenen Tournee teilte er sich die Bühne mit so bekannten Spielern wie Nils Petter Molvær, Bugge Wesseltoft und Wibutee. Gorans zweites Album, Headspin, gewann einen schwedischen Grammis für das beste Jazz-Album des Jahres 2004. Dann tourte er mit seiner Band Headspin in Europa, Marokko und Mexiko.
Das dritte Album X / Y (2010), erschienen in einem Buch im Hochformat, das neben zwei CDs diverse Reproduktionen von Kunstwerken von Ulf Rollof, Moki Cherry und Bigert & Bergström enthielt, wurde nicht nur von The Independent zum Jazz-Album des Jahres erklärt, sondern erhielt 2012 auch den in Oslo vergebenen Nordic Music Prize. Danach produzierte er seine Fusion-Alben (mit Goran Kajfeš Subtropic Arkestra) The Reason Why Vol. 1 (2012), The Reason Why Vol. 2 (2014) und The Reason Why Vol. 3 (2017, schwedischer Grammis). Zuletzt arbeitete er mit seinem Hypnojazz-Quartett Tropiques, das ebenfalls einen Grammis errang; 2024 erschien dessen Album Tell Us. Mit der Gruppe Cosmíc Ear legte er das Album Traces (2025) vor.
Kajfeš gehört daneben zur Jazzband Oddjob (mit Per „Ruskträsk“ Johansson und Daniel Karlsson), die bisher neun Alben veröffentlichte, darunter das mit dem schwedischen Grammis ausgezeichnete Album Folk sowie das mit dem Grand Prix du Disque und dem schwedischen Grammis ausgezeichnete Kinderalbum Jazzoo und zuletzt Jazzoo 2.
Kajfeš ist außerdem Mitglied der Free-Jazz-Band Nacka Forum (Moserobie Records) mit Kresten Osgood, Jonas Kullhammar und Johan Berthling (Så stopper festen, 2019, und Peaceful Piano, 2024). Weiter gehörte er zu Winkel 9, Fire! Orchestra (Echoes, 2023), Pan-Scan-Ensemble, Magic Spirit Quartet, Magnus Carlson & The Moon Ray Quintet, Creation Jobalites sowie zu Majid Bekkas Magic Spirit Quartet.
Kajfeš ist mit vielen Künstlern aufgetreten und hat mit ihnen Aufnahmen gemacht, darunter José Gonzáles, Eagle-Eye Cherry, Mando Diao, Stina Nordenstam, Robyn, Christian Kjellvander, Monica Zetterlund, Moneybrother, Lester Bowie und Jimmy Cobb, Titiyo, Lisa Ekdahl, Janet Jackson, Sting und The Soundtrack of Our Lives. 2019 trat er auf dem Molde Jazz Festival mit Gard Nilssens Supersonic Orchestra auf (If You Listen Carefully the Music Is Yours).
Kajfeš hat auch Musik für Film und Fernsehen komponiert und aufgeführt. Dazu gehören ein Dokumentarfilm des schwedischen Regisseurs Kristian Petri The Well über die Zeit von Orson Welles in Spanien und Filmmusiken für die Spielfilme Hoy no se fía, mañana sí (2008),  Havana Motor Club (2015) und Den sommaren (2017). Als Trompeter ist er auch in der Filmmusik für Der Hundertjährige, der aus dem Fenster stieg und verschwand zu hören. Weiterhin schuf er die Musik für ein Hörbuch des schwedischen Schriftstellers Fredrik Lindström.

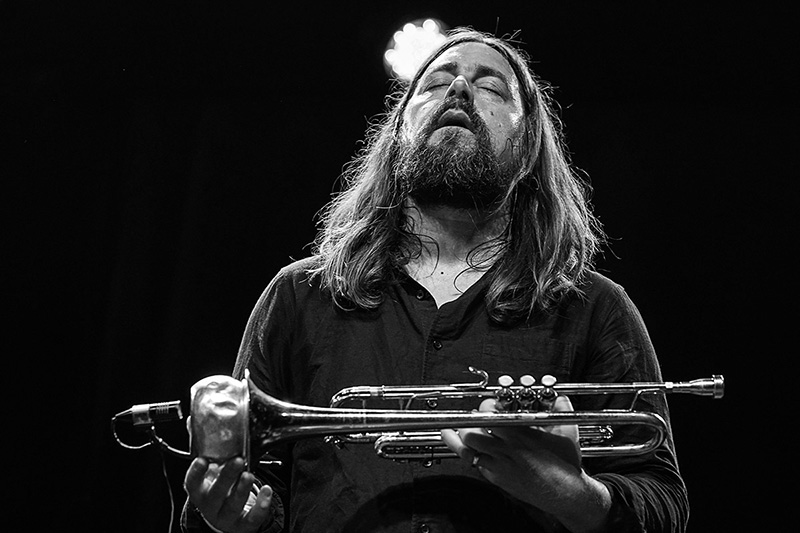
Goran Kajfeš (2018)